# Asplenium mustangense
Asplenium mustangense är en svartbräkenväxtart som beskrevs av Fraser-jenk., Pangtey och Khullar. Asplenium mustangense ingår i släktet Asplenium och familjen Aspleniaceae. Inga underarter finns listade.